# Charles de La Rue (jésuite)
Pour les articles homonymes, voir Charles de La Rue.
Charles de La Rue, né le 3 août 1643 à Paris et mort dans la même ville le 27 mai 1725, est un prêtre jésuite français, prédicateur royal, confesseur à la cour et poète de renom.

## Biographie
Entré dans la Compagnie de Jésus le 16 septembre 1659, Charles de La Rue continue sa formation spirituelle et intellectuelle au collège de La Flèche pour la philosophie, et à Paris, de 1671 à 1675, pour la théologie. Durant cette période de formation, il enseigne également dans les collèges de Paris, Rouen et Caen. Il est ordonné prêtre à Paris, en 1674.
Son Troisième An achevé à Rouen, il passe trois ans au collège de Clermont (à Paris) et deux ans (1679-1681) au collège d’Alençon comme préfet des études. C’est durant son séjour à Paris, à partir de ses sermons de l’Avent de 1678, qu’il commence à être connu comme prédicateur.  Les sermons d’Avent de 1684 à la maison professe des jésuites (rue Saint-Antoine), du Carême de 1686 à Saint-Eustache et de l’Avent à Saint-Sulpice, de l’Avent de 1687 et du Carême de 1693 à la cour, et ses oraisons funèbres du Grand Condé ou du maréchal de Luxembourg lui acquièrent une réputation presque égale à celle de son confrère Bourdaloue (mais que ne confirma pas la publication de ses œuvres d’éloquence sacrée (1719). La Rue est prédicateur officiel de la cour pendant près de trente ans. 
De 1697 à 1698, par ordre du supérieur général Tirso González, il prêche dans la région protestante des Cévennes. Il est bien reçu. Son humanisme lui acquiert des sympathies. Plusieurs calvinistes reviennent à la foi catholique.    
Envoyé à Pontoise en 1702, il revient à la maison professe de Paris en 1704. En 1705, il est confesseur à la cour royale (confesseur de la duchesse de Bourgogne (1705), puis du duc de Berry (1712), tout en vivant à l’extérieur du palais royal. Après un supériorat de trois ans (1718-1721) à la maison professe de Paris, il se retire au collège Louis-le-Grand (nouveau nom du collège de Clermont depuis 1682), où il passe les dernières années de sa vie.
Dans sa prédication, Charles de La Rue développait une morale chrétienne assez sévère, et spirituellement opposée au mouvement quiétiste. Sans être sympathisant des jansénistes, il critiquait ses confrères jésuites trop emportés dans leur antijansénisme.  En direction spirituelle et comme confesseur, il encourageait une vie chrétienne forte et solide, en opposition avec l’atmosphère dissolue de la Régence.
Charles de La Rue fut également un poète et dramaturge de langue latine. Pierre Corneille faisait grand cas de son talent. Il écrivait en latin sous le nom de « Carolus Ruæus ».

## Publications
- Carminum libri quatuor; Paris 1680 (texte en ligne )
- Panégyriques, Oraisons funèbres et Sermons de morale ; Paris 1719, in-8°; Lyon, in-12 ;
- un Carême et un Avent ; 4 vol. in-12 ;
- LettreÉcrit destiné à défendre ce qu’il avait avancé en prêchant à Alençon en 1680 ; elle a été insérée par l’abbé Tilladet dans ses Dissertations sur diverses matières de religion et de philologie ; tom. I
- Panégyriques des saints et Oraisons funèbres ; Paris, 1740, 3 vol.